# Graviola
Graviola (lat. Annona muricata; na mnogim mjestima još i "soursop" ili "guanábana") je zimzelena biljka, podrijetlom iz Južne i Srednje Amerike, a raste i u raznim afričkim zemljama. Uzgaja se danas također i u Aziji, u vlažnim i vrućim područjima. U Brazilu i drugim južnoameričkim zemljama graviola se uglavnom konzumira kao osvježavajući sok, te u slasticama i konditorskim proizvodima.

## Liječenje
Graviola se zbog svojih antimikrobnih svojstava koristi kod širokog spektra bakterijskih i gljivičnih infekcija; te se u području narodne i alternativne medicine smatra učinkovitom kod raznih vrsta proljeva, reumatskih bolesti i edema. Znanstvena studija iz 2013. godine potvrđuje također i njena antikonvulzivna svojstva.

## Stablo
Stablo graviole niskog je rasta. Razni dijelovi stabla, uključujući koru, lišće, korijenje, voće i sjeme stoljećima se koriste u medicini južnoameričkih Indijanaca, a koristi se i u narodnoj medicini u Africi. U južnoj Americi koristi se za liječenje bolesti srca, astme, bolesti jetre i artritisa. 

## Plod
Voće graviole slatkog je okusa i zelene boje. Iz ploda se proizvodi i sok, koji se čuva na temperaturama većim od 5 stupnjeva C.

## Vanjske poveznice
- http://www.hort.purdue.edu/newcrop/morton/soursop.html